# Théorie des cordes
Pour un article plus général, voir théorie M.
Cet article concerne la théorie de physique fondamentale. Pour le roman de José Carlos Somoza, voir La Théorie des cordes.
 (novembre 2015).
Si vous disposez d'ouvrages ou d'articles de référence ou si vous connaissez des sites web de qualité traitant du thème abordé ici, merci de compléter l'article en donnant les références utiles à sa vérifiabilité et en les liant à la section « Notes et références ».

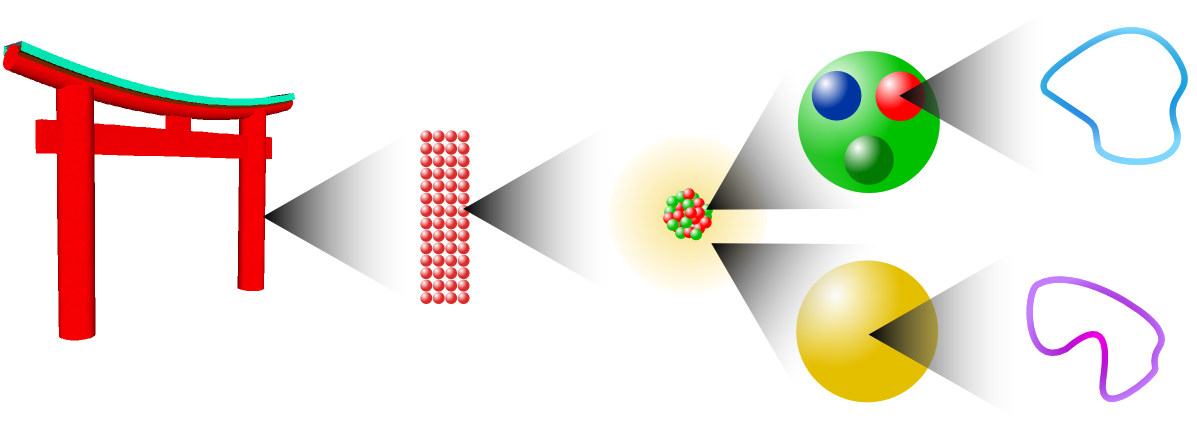
Les niveaux de grossissements : monde macroscopique, monde moléculaire, monde atomique, monde subatomique, monde des cordes.

En physique fondamentale, la théorie des cordes est un cadre théorique dans lequel les particules ponctuelles du modèle standard sont remplacées par des objets unidimensionnels appelés cordes. La théorie décrit comment ces cordes se propagent dans l'espace et interagissent les unes avec les autres. Sur des échelles de distance supérieures à l'échelle de la corde, cette dernière ressemble à une particule ordinaire, avec ses propriétés de masse, de charge et autres, déterminées par l'état vibratoire de la corde. En théorie des cordes, l'un de ces états vibratoires correspond au graviton, une particule décrite par la mécanique quantique qui véhicule l'interaction gravitationnelle. Ainsi, la théorie des cordes est une théorie de la gravité quantique.
Puisque la théorie des cordes fournit potentiellement une description unifiée de la gravité et de la physique des particules, elle est candidate à une théorie du tout, un modèle mathématique autonome qui décrit toutes les forces et toutes les formes de matière. Malgré de nombreux travaux sur ces problèmes, on ne sait pas dans quelle mesure la théorie des cordes décrit le monde réel ni quelle liberté le cadre théorique laisse dans le choix de ses détails.
La théorie des cordes a été appliquée à divers problèmes de :
- physique des trous noirs (elle permet, par exemple, de reproduire la formule de Bekenstein et Hawking pour l'entropie des trous noirs) ;
- cosmologie ;
- physique des particules ;
- physique nucléaire ;
- physique de la matière condensée.

Elle a, d'autre part, stimulé un certain nombre de développements majeurs en mathématiques pures. Elle a permis notamment de conceptualiser la symétrie miroir en géométrie.

## Présentation élémentaire du problème
La physique théorique repose aujourd'hui sur deux grandes théories, en ce qui concerne la physique des particules :
- la relativité générale, une théorie de la gravitation qui décrit l'interaction gravitationnelle dans le cadre relativiste ;
- la mécanique quantique (et son extension, la théorie quantique des champs), qui décrit les particules élémentaires comme des ondes (comme la lumière dans la théorie classique pré-relativiste) ; ces particules sont plus ou moins délocalisées, contrairement aux particules classiques qui sont des objets parfaitement localisés.

La relativité générale est confortée principalement par des observations astronomiques (à l'échelle du système solaire comme l'avancée du périhélie de Mercure et à l'échelle astronomique comme les lentilles gravitationnelles et la dynamique des étoiles binaires), mais aussi par des applications concrètes comme le GPS.
La mécanique quantique est confortée par l'ensemble des observations aux échelles inférieures (du picomètre au milliard de kilomètres).
Chacune de ces deux théories a conduit à des succès impressionnants (en matière d'expériences précises et fiables, cf. mécanique classique et mécanique quantique) dans son propre domaine mais la différence profonde évoquée ci-dessus est à l'origine d'incohérences. Certains physiciens ont donc adopté une attitude pragmatique : utilisons chaque outil dans son domaine de validité sans nous poser de problèmes pouvant être insolubles (cf. école de Copenhague, contrairement à d'autres qui suggèrent un point de vue plus réaliste conforme aux deux théories, cf. théorie de De Broglie-Bohm).
Il reste que certains phénomènes nécessiteraient l'utilisation des deux théories. Ainsi, un trou noir a un champ gravitationnel tel qu'il attire tout ce qui passe à sa portée, y compris la lumière, ce qui implique la relativité générale. Pour tenter de décrire la « nature » de la « matière » dont il est constitué, ce qui implique la formulation d'une théorie des champs cohérente d'un point de vue mathématique, il faut faire appel à la mécanique quantique. Les premiers instants du Big Bang poseraient, en considérant la théorie comme valide, un problème analogue, au moins à première vue. Les théories des cordes tentent de décrire de tels phénomènes. L'Univers élégant de Brian Greene donne à ce sujet un aperçu à l'usage des non-spécialistes.
Outre les controverses fondamentales évoquées ci-après, les théories des cordes présentent un inconvénient pratique, leur complexité extrême qui ne permet pas, à ce jour, d'aboutir à des résultats utilisables sans approximations grossières. C'est à ce jour avant tout une théorie mathématique ayant des visées physiques dont le bien-fondé reste à montrer par l'expérience.

## Hypothèses et prédictions
La théorie repose sur deux hypothèses :
- les briques fondamentales de l'Univers ne seraient pas des particules ponctuelles mais des sortes de cordelettes vibrantes possédant une tension, à la manière d'un élastique. Ce que nous percevons comme des particules de caractéristiques distinctes (masse, charge électrique, etc.) ne seraient que des cordes vibrant différemment. Les différents types de cordes, vibrant à des fréquences différentes, seraient ainsi à l'origine de toutes les particules élémentaires de notre Univers. Avec cette hypothèse, les théoriciens des cordes admettent une échelle minimale, reliée à la taille de Planck, et permettent ainsi d'éviter facilement l'apparition de certaines quantités infinies (« divergences ») qui sont inévitables dans les théories quantiques de champs habituelles ;
- l'Univers contiendrait plus de trois dimensions spatiales. Certaines d'entre elles, repliées sur elles-mêmes (théories de Kaluza-Klein), passant inaperçues à nos échelles (par une procédure appelée réduction dimensionnelle).

À partir de ces hypothèses, la théorie des cordes prédit que :
- le graviton, boson (c.-à-d. médiateur) de la gravitation, serait une particule de spin 2 et de masse nulle (conformément à la physique quantique). Sa corde a une amplitude d'onde nulle ;
- il n'y a pas de différence mesurable entre des cordes qui s'enroulent autour d'une dimension et celles qui se déplacent dans les dimensions (c.-à-d., les effets dans une dimension de taille R sont les mêmes que dans une dimension de taille 1/R).

## Histoire de la théorie des cordes
Dans les années 1960, le comportement des hadrons est toujours un mystère pour la communauté scientifique. Les diverses études réalisées au sein des accélérateurs de particules contredisent toutes les hypothèses formulées. En 1968, le physicien Gabriele Veneziano utilise la fonction bêta d'Euler pour expliquer la relation entre le spin des électrons et leur énergie. Ces travaux sont suivis et améliorés dans les années suivantes mais toujours sans aboutir à une explication probante. En 1973, une nouvelle théorie apparaît, la chromodynamique quantique (abrégée QCD pour Quantum ChromoDynamics), dont les résultats s'avèrent si probants qu'elle se voit intégrée au modèle standard et apporte le prix Nobel à ses auteurs en 2004. Bien qu'elle ne fournisse pas toutes les réponses aux questions des physiciens, la QCD est toujours considérée comme valide de nos jours, mais elle n'invalide pas la théorie des cordes dont les recherches continuent.
En 1984, par une prouesse technique remarquable, Michael B. Green et John H. Schwarz démontrent l'absence d'anomalies de jauge ou gravitationnelle dans la théorie des cordes de type I qui est une théorie chirale de même que le modèle standard. Ce travail offre pour la première fois la perspective d'obtenir une phénoménologie réaliste à partir de cordes.
Au milieu des années 1990, un grand nombre de « ponts » ou dualités sont découverts entre les différentes théories de cordes. En 1995, le physicien Edward Witten suggère que ces dualités sont le reflet d'une théorie plus fondamentale, appelée théorie M. Elle réunirait les différentes théories des cordes dans un espace continu, chacune étant obtenue par certaines limites de paramètres, qui composeraient l'espace de modules. Cette période d'intense activité dans le domaine lui a valu le nom de « seconde révolution des cordes ».

## Les différentes théories des cordes

### Théorie des cordes bosoniques
La théorie bosonique des cordes à 26 dimensions est la théorie originale des cordes et la plus simple. La formulation de la théorie sur son feuillet d'univers (voir Surface d'univers) ne contient que des bosons d'où son nom. Elle contient un tachyon (type de particule hypothétique dont l'énergie est une quantité réelle et la masse au repos un imaginaire pur), ce qui est une indication que la théorie est instable, et donc impropre à décrire la réalité.
Elle est toutefois utile pédagogiquement pour se familiariser avec les concepts fondamentaux que l'on retrouve dans des modèles plus réalistes. En particulier au niveau de masse nulle, elle fait apparaître le graviton. Elle admet des cordes ouvertes ou fermées.

### Théorie des supercordes
Il existe en fait cinq théories des supercordes. Elles ont en commun un univers à 10 dimensions (neuf d'espace et une de temps) qui ne possède pas de tachyons, et supposent l'existence d'une supersymétrie sur la feuille d'univers des cordes, aboutissant à l'existence de supersymétries dans l'espace-cible :
- type I : cordes ouvertes ou fermées, groupe de symétrie SO(32) ;
- type IIA : cordes fermées uniquement, non-chiralité ;
- type IIB : cordes fermées uniquement, chiralité ;
- type HO : cordes fermées uniquement, hétérodicité[a], groupe de symétrie SO(32) ;
- type HE : cordes fermées uniquement, hétérodicité, groupe de symétrie E8 × E8.

Les théories des supercordes se distinguent de la première par l'existence d'une symétrie supplémentaire, la supersymétrie, laquelle s'est avérée nécessaire lorsque l'on a souhaité incorporer les fermions (la matière) dans la théorie bosonique des cordes.
D'autres objets étendus apparaissent dans les théories de cordes, les Dp-branes, p étant un entier qui indique le nombre de dimensions spatiales de l'objet en question. Elles sont décrites comme les sous-espaces sur lesquels vivent les extrémités des cordes ouvertes. L'étude du spectre montre que des D1, D3, D5 et D7 branes peuvent être incorporées dans un espace-cible décrit par la théorie IIB tandis que dans un espace où vivent des cordes de type IIA on peut introduire des branes de type D0, D2, D4, D6 et D8. Les D1 ont le même nombre de dimensions qu'une corde fondamentale (notée usuellement F1). Bien qu'étant deux objets distincts, une symétrie non perturbative de la théorie IIB, appelée S-dualité, qui a subi un nombre important de vérifications indirectes, possède la propriété d'échanger D1 brane avec la F1.

### Théorie M
En 1995, lors de la conférence Strings'95. Edward Witten fait la synthèse d'un grand nombre d'indices qui pointent vers l'existence d'une théorie à 11 dimensions sous-jacente aux cinq versions de la théorie des supercordes ainsi qu'à la supergravité en 11 dimensions, qui peuvent être comprises comme des cas limites de celle-ci, baptisée la théorie M. Cette vision unifiée des cinq théories des cordes est essentiellement basée sur leur interconnexion via de nombreuses dualités de cordes. La supergravité maximale peut quant à elle être comprise comme une théorie effective de basse énergie.
Au sujet du choix du nom, Edward Witten a déclaré plus tard : « Le M signifie « magique », « mystère » ou « matrice », selon les goûts. »

### Théorie des cordes topologiques
La théorie des cordes topologique est une version simplifiée de la théorie des supercordes où seule la topologie de la feuille d'univers (i.e. la surface générée par l’évolution temporelle de la corde) entre en compte dans le calcul de la fonction de partition (en). La théorie des cordes topologiques correspond au cas où la théorie conforme couplée à la gravité est un modèle sigma non linéaire en deux dimensions dont l’espace-cible est une variété de Calabi-Yau. La théorie des cordes topologiques est par ailleurs étroitement liée à de nombreux domaines de recherche en mathématiques et en physique fondamentale, comme la théorie de Chern-Simons, la symétrie miroir et le programme de Langlands dans sa version géométrique.

### Théorie des cordes twistorielles
On pourra consulter la page de la théorie des cordes dans l'espace des twisteurs (en) et les quelques élements présentés dans la discussion de l'amplituèdre.
La théorie des cordes ambitwistorielles est présentée sur la page « Twistor theory ».

## Concepts communs aux théories

### Branes
Une brane, ou plus exactement une p-brane, est un objet étendu en théorie des cordes. Le p est le nombre de dimensions spatiales dans lesquelles la brane s'étend. Il faut rajouter à ce nombre une dimension temporelle pour obtenir le nombre total de dimensions. Par exemple, une 1-brane est une brane à une seule dimension spatiale mais à deux dimensions au total. Elles correspondent donc à des surfaces d'univers. Une 2-brane est une brane à une dimension temporelle et deux dimensions spatiales.
Plusieurs modèles cosmologiques ont émergé de l'introduction des branes en théorie des cordes. L'idée générale de la cosmologie branaire est que notre univers serait confiné sur une 4-brane. Ceci signifie que les particules de matière (quarks, électrons, , etc.) et les interactions fondamentales autres que la gravitation (transportées par les particules telles que le photon, le gluon, etc.) ne sont autorisées à se déplacer qu'à l'intérieur de la brane tandis que la gravitation a la possibilité de se déplacer également dans l'espace-temps complet (on dit aussi le bulk en anglais) dont la brane ne représente qu'un sous-espace.
Par ailleurs, dans le cadre du modèle du Big Bang, une idée a été introduite récemment comme alternative à l'inflation cosmique pour décrire les tout premiers instants de l'histoire de l'Univers, le modèle ekpyrotique. Dans ce modèle, l'expansion initiale est due à la collision d'une brane et d'une anti-brane, ce qui libère l'énergie nécessaire à l'expansion de l'Univers. Ce modèle prédit la possibilité d'autres collisions qui entrainerait d'autres Big Bangs. Néanmoins, il ne suscite pas l'unanimité au sein de la communauté des cosmologistes et l'inflation cosmique reste le mécanisme principalement considéré pour décrire les premiers instants.

### Dimensions supplémentaires

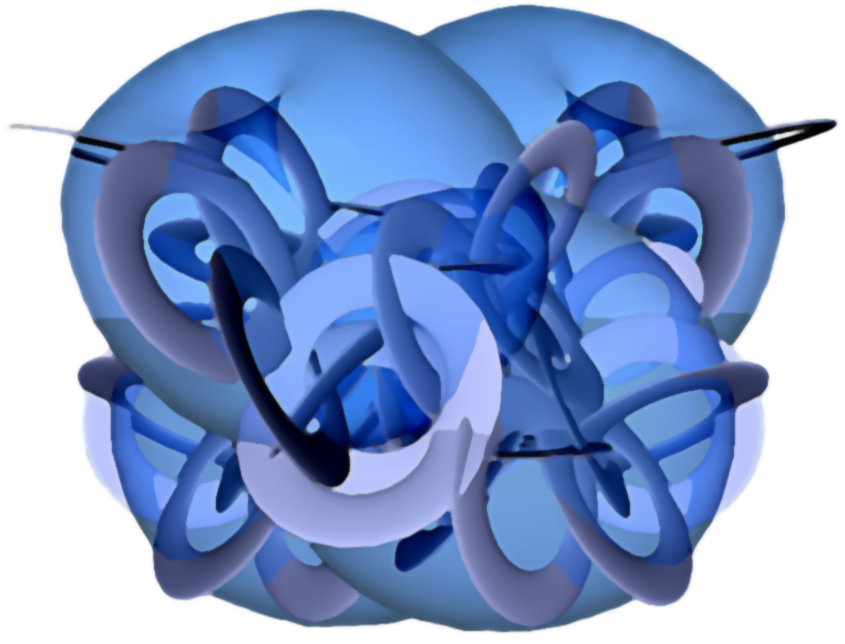
Un exemple d'espace de Calabi-Yau.

Selon la théorie des cordes, notre monde dont l'espace semble tridimensionnel, serait non pas constitué de 4 dimensions d'espace-temps (3 d'espace et 1 de temps), mais de 10, 11, ou même 26 dimensions. Sans ces dimensions supplémentaires, la théorie s'écroule. En effet, la cohérence physique (fonction d'onde donnant des probabilités non négatives) impose la présence de dimensions supplémentaires. La raison pour laquelle elles restent invisibles, est qu'elles seraient enroulées par le procédé de la réduction dimensionnelle à une échelle microscopique (des milliards de fois plus petit qu'un atome), ce qui ne nous permettrait pas de les détecter.
En effet, si on imagine un câble vu de loin, celui-ci ne représente qu'une droite sans épaisseur, un objet unidimensionnel. Si l'on se rapproche assez près, on s'aperçoit qu'il y a bien une deuxième dimension : celle qui s'entoure autour du câble. D'après la théorie des cordes, le tissu spatial pourrait avoir de très grandes dimensions comme nos trois dimensions habituelles mais également de petites dimensions enroulées sur elles-mêmes.
Les espaces de Calabi-Yau sont des variétés qui jouent le rôle des dimensions enroulées. C'est une forme extrêmement complexe constituée à elle seule de 6 dimensions. Grâce à eux, on se retrouve bien avec dix dimensions : nos quatre dimensions habituelles (trois d'espace et une de temps) + les six des espaces de Calabi-Yau.

### Supersymétrie
La supersymétrie est une symétrie en physique des particules. Elle établit un lien très solide entre les particules dotées d'un spin entier, et celles dotées d'un spin demi-entier. Dans ce contexte, les fermions sont associés à un autre type de particule : le superpartenaire. Les superpartenaires sont des grosses particules en tout point identiques à leur associé, sauf au niveau du spin : celui du superpartenaire diffère d'une demi-unité.
La supergravité est une théorie qui allie la supersymétrie à la relativité générale. Son fonctionnement est donc basé sur 11 dimensions.
La première utilisation de la supersymétrie pour comprendre la théorie de jauge fortement corrélée (N = 2) a été décrite par Seiberg et Witten en 1994.

## Limitations et controverses concernant les théories des cordes
En 2025 la théorie des cordes n'est pas une théorie établie, mais elle suscite beaucoup d'espoir. Un certain nombre de points importants sont cependant controversés ; aucune de ces controverses n'invalide définitivement la théorie, mais elles montrent que la théorie doit encore évoluer, se perfectionner et corriger ses faiblesses.

### Description imparfaite du modèle standard
Il existe une multitude de solutions aux équations de la théorie des cordes, ce qui pose un problème de sélection de notre Univers et, d'autre part, même si beaucoup de modèles voisins ont pu être obtenus, aucun d'entre eux ne permet de rendre compte précisément du modèle standard de la physique des particules.
Toutefois ce grand nombre de solutions aux équations de la théorie des cordes (certains physiciens, tel Aurélien Barrau, parlent de 10500 solutions, voire bien plus encore) est considéré par Leonard Susskind, l'un des fondateurs de la théorie des cordes, comme ouvrant la voie à une explication rationnelle au fait que l'univers semble avoir été tout spécialement conçu pour que nous puissions exister (en particulier ajustement de la valeur de certaines constantes physiques avec un degré de précision hautement improbable, jusqu'à la 120e[réf. nécessaire] décimale...). En effet, ce grand nombre de solutions peut permettre d'imaginer qu'il n'y a pas un univers unique, mais une multitude, correspondant à ces solutions toutes réalisées. La plupart ne seraient pas compatibles avec la vie, ni même avec la présence d'étoiles ou d'atomes, pas de chimie possible, mais nous nous trouverions dans une bulle infinitésimale de ce "mégavers" aux conditions particulières permettant l'apparition des atomes, étoiles et de la vie. Ces conditions réunies sont hautement improbables, mais si le nombre de possibilités tend vers l'infini, ces conditions doivent obligatoirement se réunir quelque part. Cette hypothèse suscite un débat passionné dans le milieu scientifique[réf. souhaitée].
Bien que différentes formulations indépendantes (cf. ci-dessous) aient été développées dans les années 1980, les résultats de dualité de cordes obtenus dans les années 1990 ont permis d'envisager que toutes les théories précédemment construites ne sont elles-mêmes que différentes limites d'une théorie unique plus fondamentale, baptisée théorie M, dont la formulation microscopique reste inconnue mais dont la théorie effective de basse énergie est la supergravité maximale à onze dimensions, soit une de plus que la dimension critique des théories de supercordes.

### Non-prédiction et difficultés d'interprétation de l'énergie noire
Un des faits expérimentaux majeurs observés ces dernières années est que l'Univers est en expansion accélérée. Une énergie noire, de nature inconnue, a été postulée pour expliquer cette accélération. Cette énergie noire peut être vue également comme une constante cosmologique positive. La théorie des cordes n'a pas prévu l'accélération de l'expansion de l'Univers car cette théorie mène naturellement vers des univers à constante cosmologique négative ou nulle. Rendre la théorie des cordes compatible avec une constante positive s'est avéré très ardu et n'a été effectué qu'en 2003 par un groupe de l'université Stanford. Mais une des conséquences de ce travail est qu'il existe de l'ordre de 10⁵⁰⁰ théories des cordes possibles, donnant un « paysage » (« landscape ») de théories plutôt qu'une théorie unique. L'existence de ce nombre énorme de théories différentes — qui ont toutes la même validité théorique — mène directement à l'hypothèse d'un multivers, voire au principe anthropique, ce qui gêne ou intrigue nombre de physiciens.
Joseph Polchinski observe cependant que Steven Weinberg a prédit, dans les années 1980, une constante cosmologique non nulle en faisant l'hypothèse d'un multivers, ce qui est précisément une conséquence possible de la théorie des cordes.

### Irréfutabilité et absence de prédictions
Selon Peter Woit, une théorie des cordes « ne peut même pas être fausse ». En effet, le Landscape de théories permet d'ajuster les constantes libres de la théorie des cordes de manière à s'accommoder de pratiquement n'importe quelle observation, connue ou à venir. Par exemple, si le LHC ne détecte pas les particules superpartenaires, il sera possible de modifier la théorie pour rendre ces particules plus lourdes afin d'expliquer leur non-détection. Cette flexibilité rend également très difficile de faire des prédictions de phénomènes physiques pouvant tester et valider la théorie des cordes. De plus, on ne sait pas s'il sera possible d'effectuer des expérimentations sur les dimensions supplémentaires de l'Univers.
Malgré la polyvalence, voire la versatilité de la théorie des cordes, elle pourrait être réfutable via la signature gravitationnelle des cordes, que l'Observatoire d'ondes gravitationnelles par interférométrie laser sera bientôt capable de tester.

### Indépendance de la géométrie de fond
La théorie des cordes est actuellement décrite comme une théorie semi-classique. C'est-à-dire que considérant un environnement (géométrie de fond plus matière éventuelle) fixé, la formulation comme modèle sigma permet de trouver et d'étudier les excitations des cordes seulement au voisinage de cette géométrie. Un analogue en mécanique quantique de cette situation est l'étude de l'atome d'hydrogène baignant dans un champ électrique de fond (ce qui permet par exemple d'étudier l'émission spontanée mais pas stimulée).
Un certain nombre de points sont cependant à noter :
- l'invariance par difféomorphismes de l'espace cible fait partie des symétries de la théorie ;
- pour la cohérence quantique de la théorie, l'environnement doit satisfaire aux équations de la relativité générale ;
- parmi les excitations de la corde on trouve une particule, le graviton, qui possède les nombres quantiques nécessaires à la description d'une métrique générale comme état cohérent de gravitons ;
- les états de la théorie sont des fonctions d'onde correspondant à un nombre fixé de cordes.

Les deux premiers points montrent que la théorie est parfaitement compatible avec la relativité générale. Le deuxième point est analogue dans le cas de l'atome d'hydrogène avec la nécessité pour le champ de fond de satisfaire aux équations de Maxwell. Afin de se libérer de ces contraintes sur l'environnement, et par analogie avec la seconde quantification dans le cas des particules qui aboutit à la théorie quantique des champs, il est donc désirable de posséder une théorie de champs de cordes qui correspond à la quantification de ces fonctions d'ondes de cordes. Cette formulation existe mais les complications techniques dues à la nature étendue des cordes rendent la recherche de solutions exactes à ses équations extrêmement difficile mathématiquement, et donc son impact sur les développements en théorie des cordes est encore limité par comparaison à l'impact qu'a eu la théorie quantique des champs en physique des particules.
Notons finalement qu'en gravitation quantique à boucles qui est un autre candidat à une description quantique de la gravité (mais qui ne permet pas d'incorporer des champs de matière cependant) la formulation de la théorie est explicitement indépendante de la géométrie de fond mais il n'est pas encore établi qu'elle respecte l'invariance de Lorentz.

### Finitude de la théorie non formellement démontrée
La théorie des cordes est souvent présentée comme ayant résolu le problème des « quantités infinies », qui apparaissent dans la théorie quantique des champs ou dans la relativité générale. Ceci serait un succès majeur de la théorie des cordes si la preuve mathématique en était apportée ; l'exactitude de sa démonstration est donc un enjeu important. Un début de preuve a été publié en 1992 par Stanley Mandelstam que certains types de divergences n'apparaissent pas dans les équations de la théorie des cordes. Toutefois, comme Mandelstam l'accorde lui-même dans une lettre à Carlo Rovelli, il n'est pas exclu que d'autres types d'infinis puissent apparaître.
En 2001, Eric d'Hoker et Duong H. Phong ont démontré que toute forme d'infini était impossible jusqu'à l'ordre 2 d'approximation.
En 2004, Nathan Berkovits parvient à démontrer que toute forme d'infini est impossible, et cela à tout ordre d'approximation, mais en reformulant la théorie des cordes, notamment en ajoutant un certain nombre de présupposés supplémentaires[réf. souhaitée].
Malgré l'absence d'une preuve formelle, peu de théoriciens remettent en doute la finitude de la théorie des cordes. Mais certains, comme Lee Smolin pensent que la difficulté à aboutir à une preuve définitive témoigne d'un problème fondamental à ce niveau.

### Expérimentations à mener
La création d'un micro-trou noir dans un collisionneur de particules, si elle est réalisée, permettrait d'apporter de nombreuses pistes pour valider ou invalider la théorie,.